# Московская лингвистическая школа
Моско́вская лингвисти́ческая шко́ла (Московская фортунатовская школа) — направление в языкознании, сформировавшееся под воздействием научных трудов и преподавательской деятельности академика Филиппа Фортунатова в Московском университете в 1876—1902 годах.
Московская лингвистическая школа оказала большое влияние на последующую лингвистику, занималась развитием общего и сравнительного языкознания, русистики и славистики.

## Концепция
Теория грамматики была приоритетным направлением в исследованиях Фортунатова. Он старался понять основные законы, которым подчиняется грамматическая структура, и которые бы не были связаны с историческим развитием. Фортунатов уделял большое внимание типологии, сравнению строя языков, имеющих разную историю и родственные связи. В своих лингвистических исследованиях он стремился добиться точности, как в математике..
Благодаря Фортунатову современная вузовская программа была дополнена теоретическими курсами общего и сравнительного языкознания, спецкурсами по санскриту, готскому и литовскому языкам.
Фортунатов выдвинул теорию о том, что форма слова это результат «живых соотношений, существующих в данном языке в данную эпоху», именно он предложил разграничивать формы словоизменения и словообразования и внешнюю и внутреннюю формы (значения и его формального выражения) в учении о грамматических категориях и разрядах слов. Эти теории легли в основу современной морфологии.
Р. О. Якобсон в 1960-е годы писал: 
Московская лингвистическая школа, верная заветам своего основоположника Филиппа Федоровича Фортунатова, была и остается призвана осознать, обосновать и развить его учение о том, что язык – не одна лишь внешняя оболочка по отношению к явлениям мысли и не только средство для выражения готовых мыслей, а прежде всего орудие для мышления.

## Ученики и последователи
Учениками Фортунатова были академики В. М. Истрин, Б. М. Ляпунов, М. М. Покровский и А. А. Шахматов, члены-корреспонденты Академии наук С. М. Кульбакин, А. И. Томсон, Д. Н. Ушаков и В. Н. Щепкин, профессора М. Н. Петерсон, А. М. Пешковский и В. К. Поржезинский, а также зарубежные учёные О. Брок, А. Белич, Н. ван Вейк, Х. Педерсен, И. Ю. Миккола и другие.
Ученики и последователи Фортунатова добились выдающихся успехов в реконструкции праславянского языка, заложили основы праславянской акцентологии, создали первый образец системного описания отдельного говора.